# غار دارشادمان
اشکفت دارشادمان مربوط به مس و سنگ است و در شهرستان کرمانشاه، بخش مرکزی، دهستان رازآور، مشرف به جادهٔ اصلی آسفالتهٔ کرمانشاه به کامیاران، ۱ کیلومتری شرقی روستای دارشادمان واقع شده و این اثر در تاریخ ۱۵ دی ۱۳۸۷ با شمارهٔ ثبت ۲۴۱۲۶ به‌عنوان یکی از آثار ملی ایران به ثبت رسیده‌است.